# Romualdas Stanislovaitis
Romualdas Stanislovaitis (geb. in Litauen) ist ein litauischer Jurist, Rechtswissenschaftler, ehemaliger Rektor von Wirtschaftsrechtskollegiums Vilnius, Professor für Wirtschaftsrecht und Rechtstheorie.

## Biographie
Romualdas Stanislovaitis absolvierte nach dem Abitur das Diplomstudium an der Juristischen Fakultät der Universität Vilnius. Am 22. Mai 1970 promovierte er an der Universität Tartu in den Rechtswissenschaften und wurde Kandidat der Rechtswissenschaften (vgl. Doctor iuris) und am 13. April 1989 habilitierte er am Staats- und Rechtsinstitut in Moskau zum Thema „Bräuche und Traditionen im Rechtsmechanismus der sozialen Wirkung“. Seit 1974 lehrte er an verschiedenen Hochschulen und Kollegien in Litauen. 1990 wurde Romualdas Stanislovaitis zum Professor ernannt und leitete den Lehrstuhl für Recht am Wirtschaftskollegium Vilnius (Nachfolger ist Raimundas Kalesnykas, Dekan der Rechtsfakultät). 
Zu seinen Wissenschaftsgebieten zählen Rechtstheorie und Analyse der Praxis. Romualdas Stanislovaitis verfasste einige Fachbücher und schrieb über 50 wissenschaftliche Artikel.

## Publikationen
- Romualdas Stanislovaitis: Komercinė teisė, Verlag Eugrimas 2006 (Lehrbuch).

| Personendaten    | Personendaten                                                      |
| ---------------- | ------------------------------------------------------------------ |
| NAME             | Stanislovaitis, Romualdas                                          |
| KURZBESCHREIBUNG | litauischer Jurist, Professor für Wirtschaftsrecht, Rechtsdogmatik |
| GEBURTSDATUM     | 20. Jahrhundert                                                    |